# بازار صنایع دستی در هنگ کنگ
بازار صنایع دستی در هنگ کنگ یک بستر برای هنرمندان و علاقه‌مندان به صنایع دستی برای نمایش یا فروش آثار هنری اصلی خود است. آنها در کیفیت و محبوبیت رو به رشد هستند، اما در دسترس بودن سالن‌ها محدودیت دارند.

## جایگاه‌ها
بازار صنایع دستی در هنگ کنگ معمولاً در آخر هفته و تعطیلات برگزار می‌شود. آنها می‌توانند در مکان‌های مختلف مانند دانشگاه‌ها (مانند بازار بعد از ظهر در دانشگاه شهر)، مراکز (مانند بازار خلاق آخر هفته در بازار APM) و ساختمان‌های صنعتی مانند بازار Wonder در ساختمان صنعتی کوون تونگ شونگ وانگ برگزار شود.
برای پیوستن به یک بازار صنایع دستی، شرکت‌های میزبان که محل برگزاری را ارائه می‌دهند، چند ماه قبل از آغاز بازار، برنامه‌های کاربردی را فراهم می‌کنند. هر بازار صنایع دستی دارای یک موضوع خاص است: به عنوان مثال، بازار برای فصل‌های مختلف یا بازار برای گروه‌های سنی مختلف. متقاضی باید تعدادی نمونه از آثار هنری خود را به میزبان ارسال کند. با معرفی مختصر، پس از انتخاب، میزبان کسانی را که سبک مناسب مربوط به تم اصلی خود و نیاز به حضور در بازار را نشان می‌دهند، دعوت می‌کنند و برنامه پس از آن اجرا خواهد شد.

## توسعه و تاریخچه
با رشد بازار صنایع دستی در هنگ کنگ، بسیاری از هنرمندان، به جای داشتن یک فروشگاه آنلاین، تصمیم به ساخت یک فروشگاه واقعی و شرکت در بازار صنایع دستی می‌کنند. با افزایش تقاضا برای بازار، وبسایت‌هایی برای جمع‌آوری اطلاعات در مورد رویدادهای مهم و بازارها تنظیم شده‌اند.

### سیستم عامل‌های آنلاین
سیستم عامل‌های آنلاین تبدیل به یک ابزار مهم برای ترویج بازار صنایع دستی در هنگ کنگ شده‌است. در زیر برخی از نمونه‌های سیستم عامل آنلاین را مشاهده می‌کنید:
- AHAHK، انجمن هنر و صنایع دستی هنگ کنگ، در ماه آوریل سال ۲۰۱۰ یک صفحه فیس بوک ایجاد کرد و در اوت ۲۰۱۰ رسماً در دولت ثبت نام کرد. تمام عملیات آن توسط یک گروه از داوطلبان پشتیبانی می‌شود. هدف آن ترویج توسعه کار DIY از طریق بازار صنایع دستی و جذب بیشتر از مردم است. این به‌طور مرتب مطالب جدیدی را برای افرادی که درخواست می‌کنند، منتشر می‌کنند. در حال حاضر، این بزرگترین ارتباط مربوط به ساخت صنایع دستی در هنگ کنگ است.[۵] گزارش‌های مختلف در رسانه‌ها در این ارتباط گزارش شده‌است.[۶] در سال ۲۰۱۱، بنیانگذار و رئیس AHAHK، ایوا لانگ، در "Morning Post South China" با "چگونگی ساخت یک خرگوش کاغذی" آموزش داد.[۷]
- صنایع دستی هنگ کنگ یک بستر برای بازار صنایع دستی هر دو از خارج از کشور و جوانان محلی برای فروش صنایع دستی خود را ارائه می‌دهند. آنها می‌خواهند به صنایع دستی در هنگ کنگ کمک کنند تا صنایع دستی خود را توسط عموم مردم انجام دهند. آنها مایل به نگه داشتن بازار صنایع دستی و تقویت ارتباط بین صنعتگران و عاشقان صنایع دستی هستند. هنرمند صنایع دستی هنگ کنگ با در نظر گرفتن اجاره بالا و فقدان سیستم عامل‌ها و بازارها که مشکلاتی برای هنرمندان صنایع دستی ایجاد می‌کنند، امیدوار است که این محیط را متنوع سازد.[۸]
- مرکز هنرهای خلاق باشگاه Jockey Club (JCCAC) یک مرکز هنرمندان چند رشته‌ای در Shek Kip Mei است که رسماً در ۲۸ سپتامبر ۲۰۰۸ افتتاح شد.[۹][۱۰] اولین نمایشگاه صنایع دستی در سال ۲۰۱۲ برگزار می‌شود.[۱۱][۱۲] JCCAC یک نمایشگاه صنایع دستی است که هر سه ماه، آخر هفته برگزار می‌کند که یک سکو برای حدود صد نفر برای تبادل و فروش صنایع دستی خود است.

## چالش برای بازار صنایع دستی
توسعه بازار صنایع دستی در مراحل ابتدایی آن است، که به اندازه سایر اماکن مانند تایوان، بالغ نیست. بازار صنایع دستی در هنگ کنگ با سه چالش اصلی مواجه است. یکی از این موارد، در دسترس بودن سایت‌هایی برای برگزاری یک بازار صنایع دستی است. در مقابل تایوان، که در آن بازارهای صنایع دستی در پارک‌ها برگزار می‌شود، بازار صنایع دستی در هنگ کنگ ممکن است تنها در مکان‌های مشخص شده برگزار شود و تنها برخی از صاحبان خاص مجاز به استفاده از آنها هستند. در نهایت، برای جذب فروشندگان و خریداران کافی برای شرکت در بازار صنایع دستی نیز ممکن است یک چالش باشد، زیرا بازار صنایع دستی در هنگ کنگ به همان اندازه در برخی مکان‌های دیگر توسعه نیافته‌است.

## مناسبت‌ها

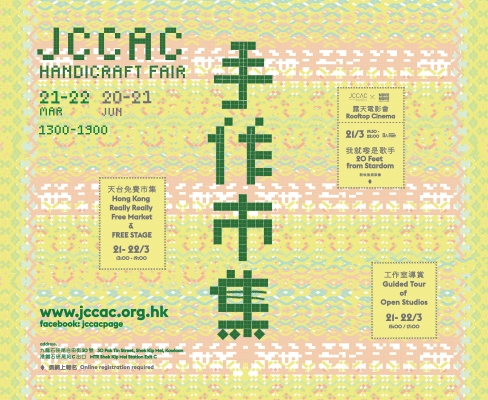

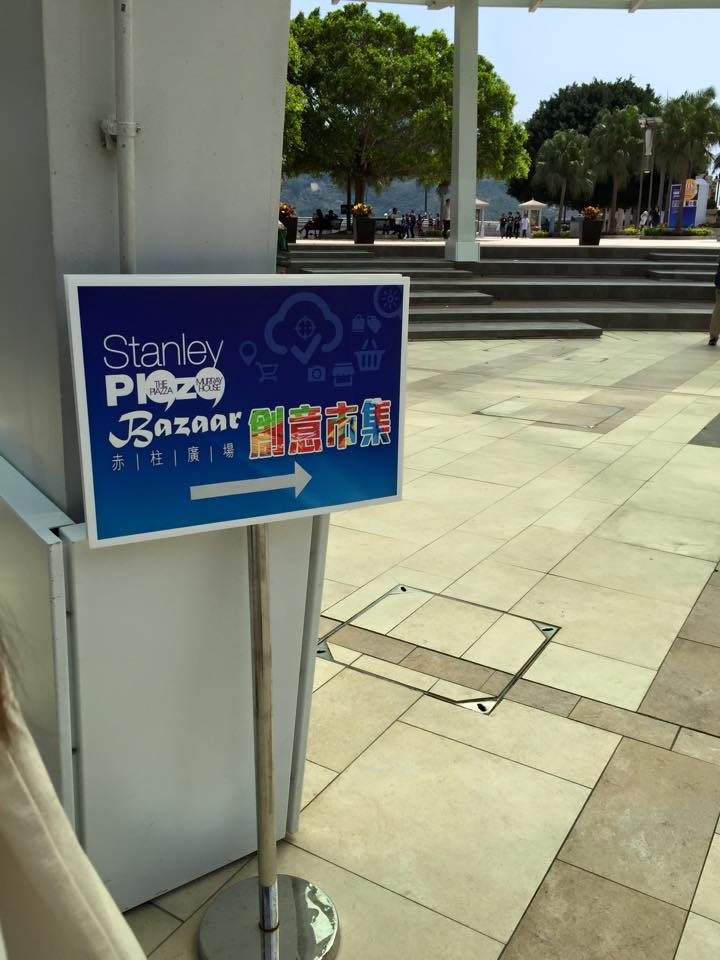
یک نشانه جاده ای در بازار Stanley در میدان استنلی

- Clockencraft یک بازار صنایع دستی در جشنواره موسیقی و هنری هنگ کنگ است. این یک بار در سال همراه با رویداد "Clockenflap" در هنگ کنگ غرب ولسوالی کولونو برگزار می‌شود.[۱۴]
- مرکز هنرهای خلاق باشگاه جویک در ماه مارس یک نمایشگاه صنایع دستی برگزار کرده‌است. در سال ۲۰۱۵ بیش از ۷۰۰ درخواست برای نمایشگاه صنایع دستی دریافت کرد، که نشان دهنده افزایش محبوبیت است. با این حال، به دلیل محدودیت‌های فضایی، تنها سهم ۱۰۰ هنرمند را برای شرکت در این رویداد فراهم می‌کند.[۱۵]
- بازار صنایع دستی هر روز شنبه و یکشنبه در خانه مورای (Murray house) در بازار استنلی برگزار می‌شود.[۱۶]